# Estação Sèvres - Babylone
Sèvres - Babylone é uma estação das linhas 10 e 12 do Metrô de Paris, localizada no limite do 6.º e do 7.º arrondissements de Paris.

## História
A estação foi aberta em 5 de novembro de 1910. Ele leva o nome da rue de Sèvres, que é o antigo caminho que levava no século XIII de Paris para Sèvres mas também a rue de Babylone, antigo caminho que se perdia na planície de Grenelle, e que deve desde 1673 seu nome ao bispo de Babilônia que foi Jean Duval chamado Monsieur de Babylone e depois Bernard de Sainte Thérèse.
Originalmente, a estação da linha 10 atual (CMP) deveria se chamar Babylone, e a estação da linha 12 atual (Nord-Sud) deveria se chamar Sèvres. A cidade obrigou a duas empresas para fazer estação comum, mas pode se reparar nas faianças que os rancores foram teimosos, a estação da linha 10 indicando Sèvres-Babylone (Babylone em letras grandes), e a da 12 Sèvres-Babylone (Sèvres em letras grandes).
Até 2008, as plataformas de linha de 10 apresentavam uma exposição sobre a ecologia, com as vitrines em reciclagem de resíduos, as energias renováveis ou o consumo de água e luz no mundo. Nesta data, elas têm sido renovadas por painéis focando especificamente sobre os compromissos do Grenelle de l'environnement. As vitrines foram totalmente colocadas no final do ano de 2015 (ainda pode se perceber as suas faixas no chão). Nesta ocasião, as telhas biseladas de cores verde e amarela foram substituídas por telhas brancas, fazendo assim perder a decoração original dessas plataformas. As verdes formaram padrões em zigue-zague, as amarelas foram alinhadas e receberam os desenhos.
Em 2011, 5 618 445 passageiros entraram nesta estação, fora os passageiros em correspondência com a rede de metrô e do RER RATP. Ela viu entrar 5 265 540 passageiros em 2013 o que a coloca na 67ª posição das estações de metrô por sua frequência.

## Serviços aos Passageiros

### Acessos
- Acesso 1: r. de Sèvres: 18, rue de Sèvres
- Acesso 2: r. Velpeau - Le Bon Marché: ângulo rue Velpeau / rue de Sèvres (com escada rolante)
- Acesso 3: boulevard Raspail côté des nos pairs - square Boucicaut: entrada é do square Boucicaut (com escada rolante proveniente da plataforma da linha 12 direção Mairie d'Issy)

### Plataformas
As plataformas da linha 10 são de configuração padrão: duas plataformas laterais, elas são separadas pelas vias do metrô e a abóbada é elíptica. A decoração é de estilo utilizado pela maioria das estações de metrô: a faixa de iluminação é branca e arredondada no estilo "Gaudin" da renovação do metrô da década de 2000, e as telhas em cerâmica brancas biseladas cobrem os pés-direitos, a abóbada e o tímpano. Os quadros publicitários são em faiança da cor de mel e o nome da estação é também em faiança no estilo da CMP original. Os assentos são do estilo "Motte" de cor verde.

### Intermodalidade
A estação é servida pelas linhas 39, 63, 68, 70, 83, 84, 87 e 94 da rede de ônibus RATP.

## Pontos turísticos
- Le Bon Marché
- O Hôtel Lutetia

Linha 10
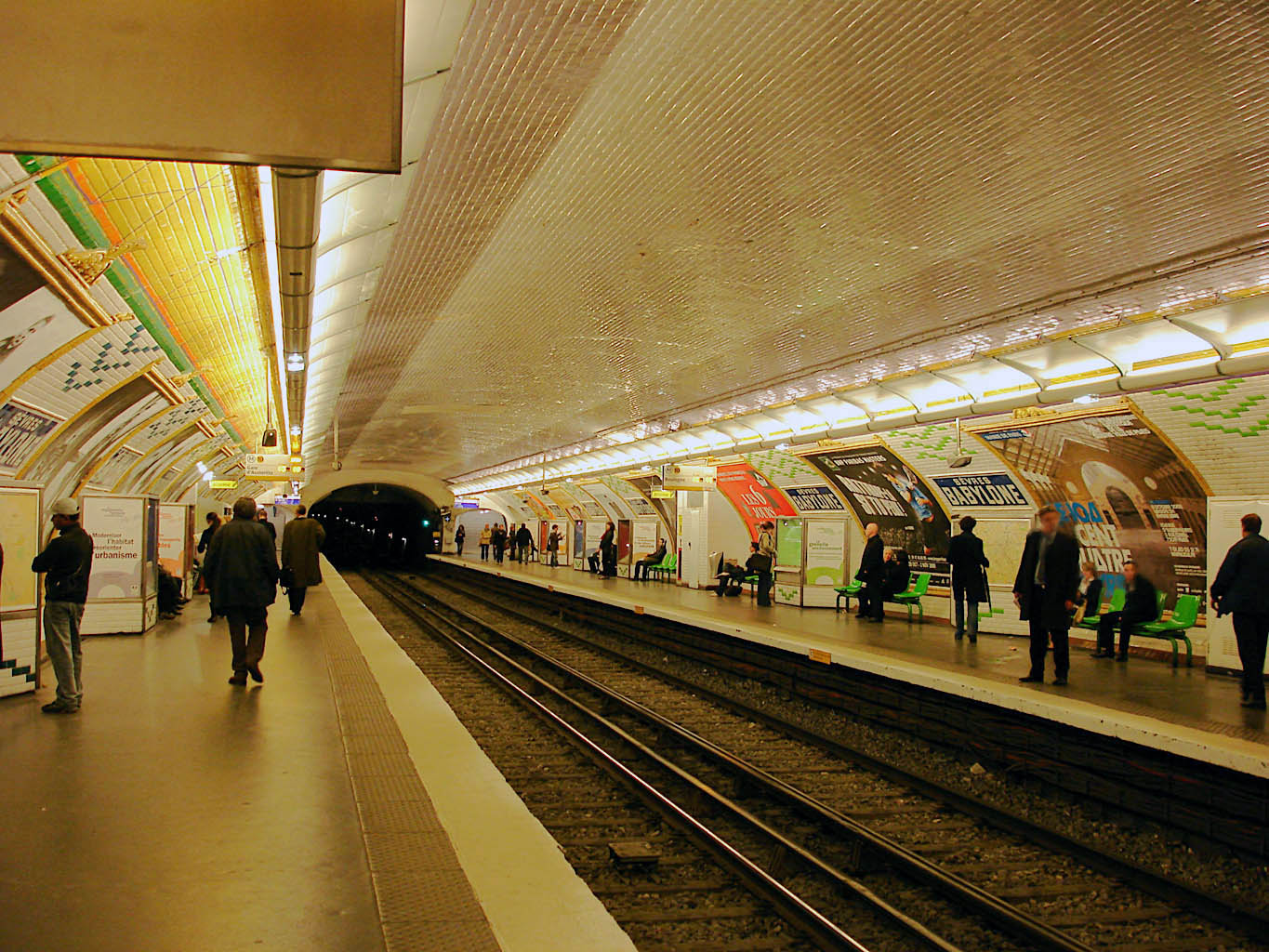
Plataformas.
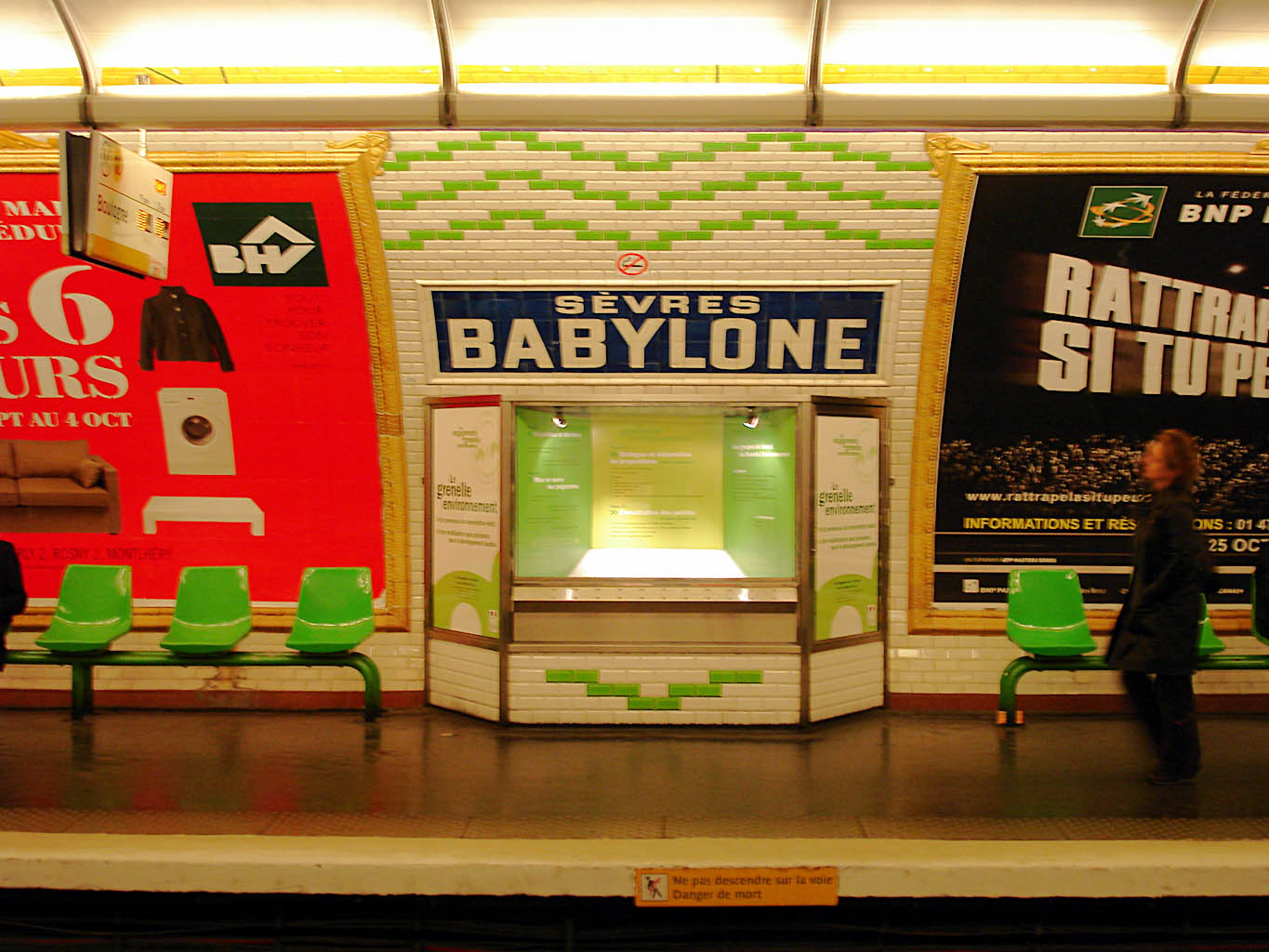
Vitrine sobre o Grenelle de l'environnement.
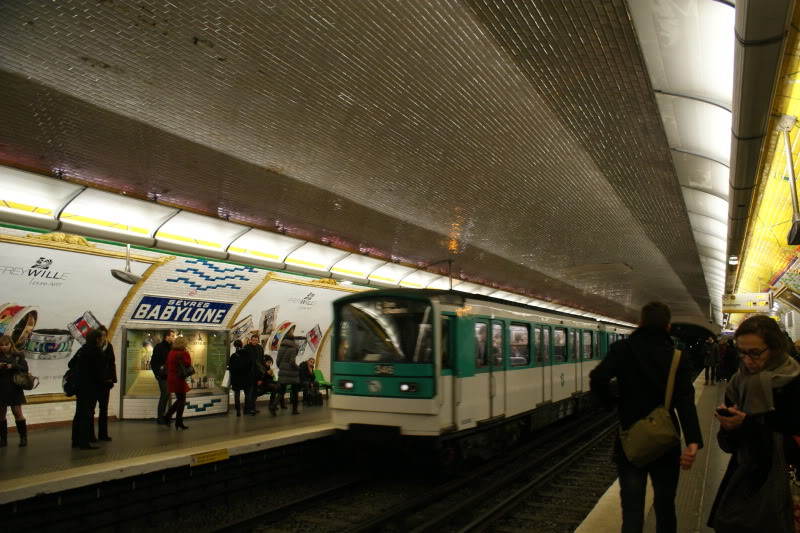
Um trem MF 67 chegando na estação.

Linha 12
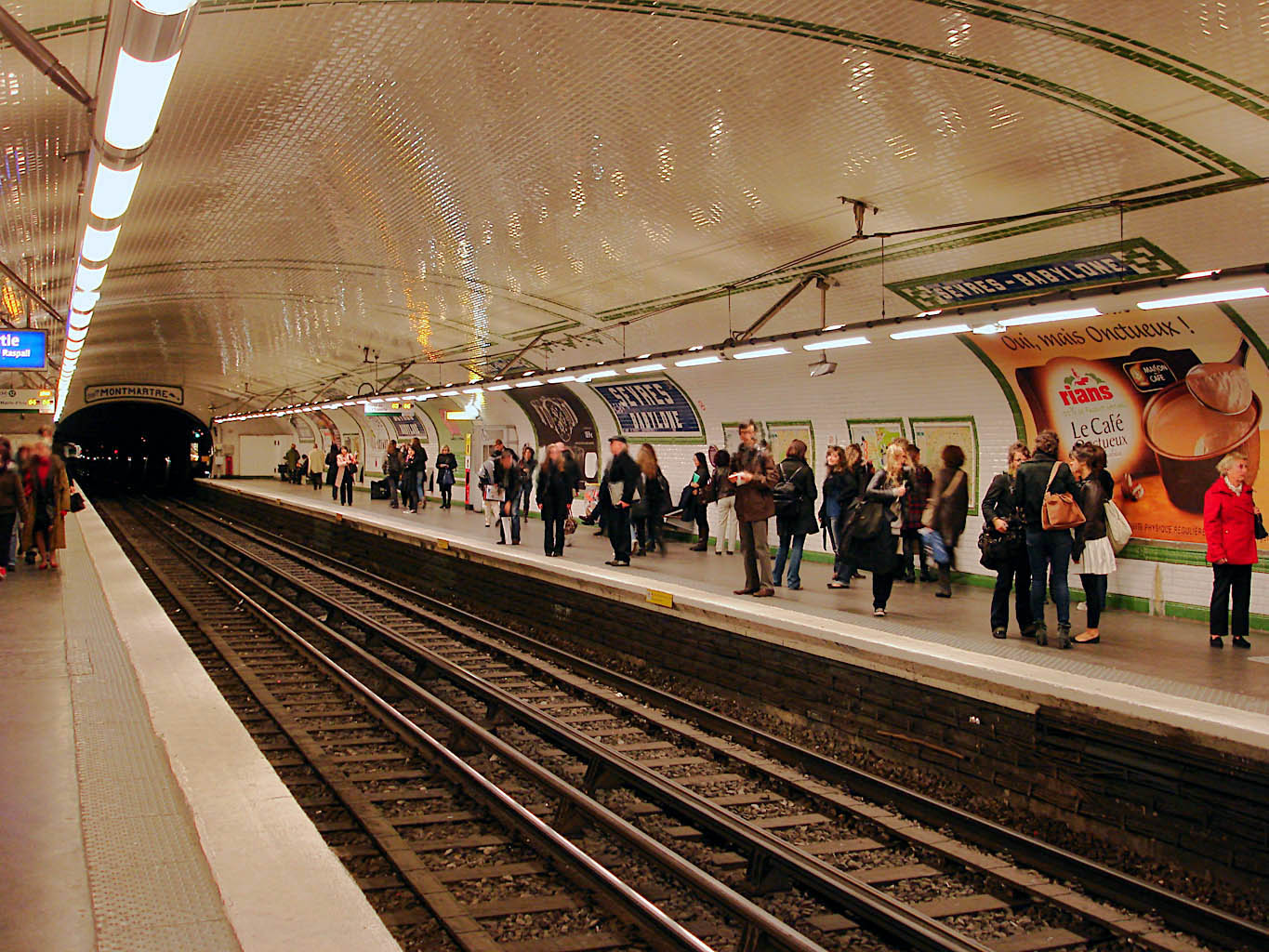
Plataformas.
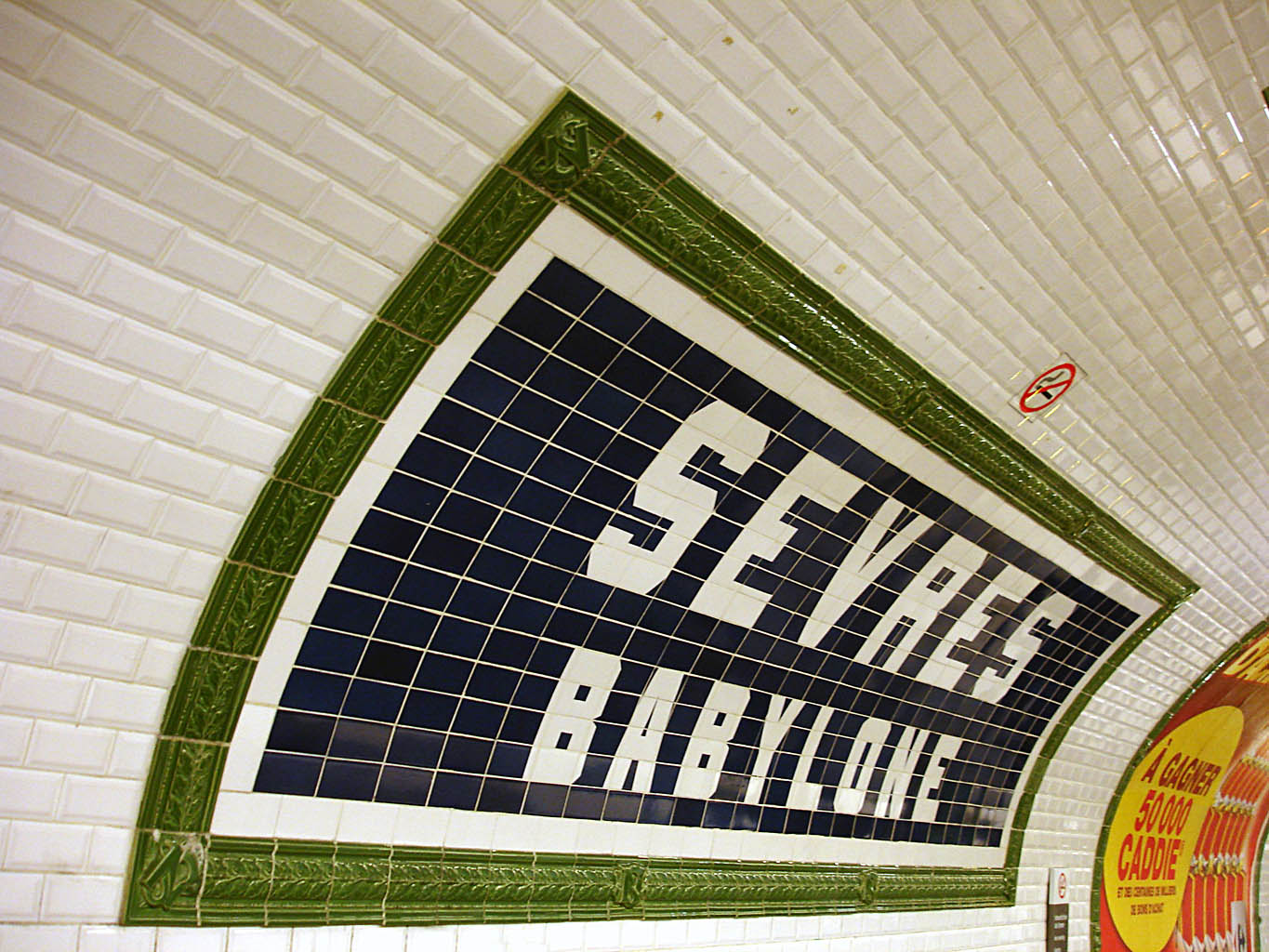
Placa nominativa em faiança.
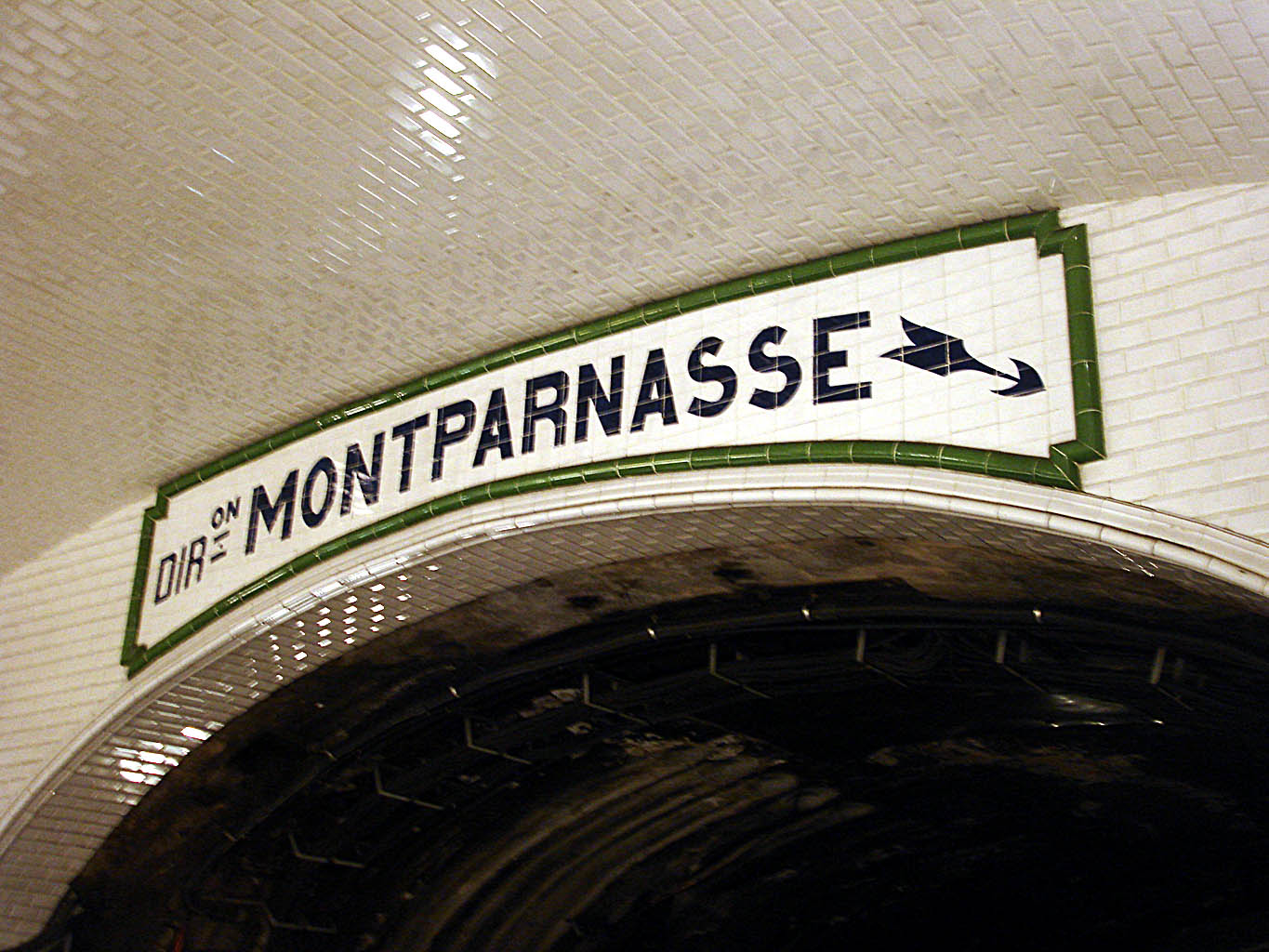
Tímpano da estação com sinalizador de direção em faiança.
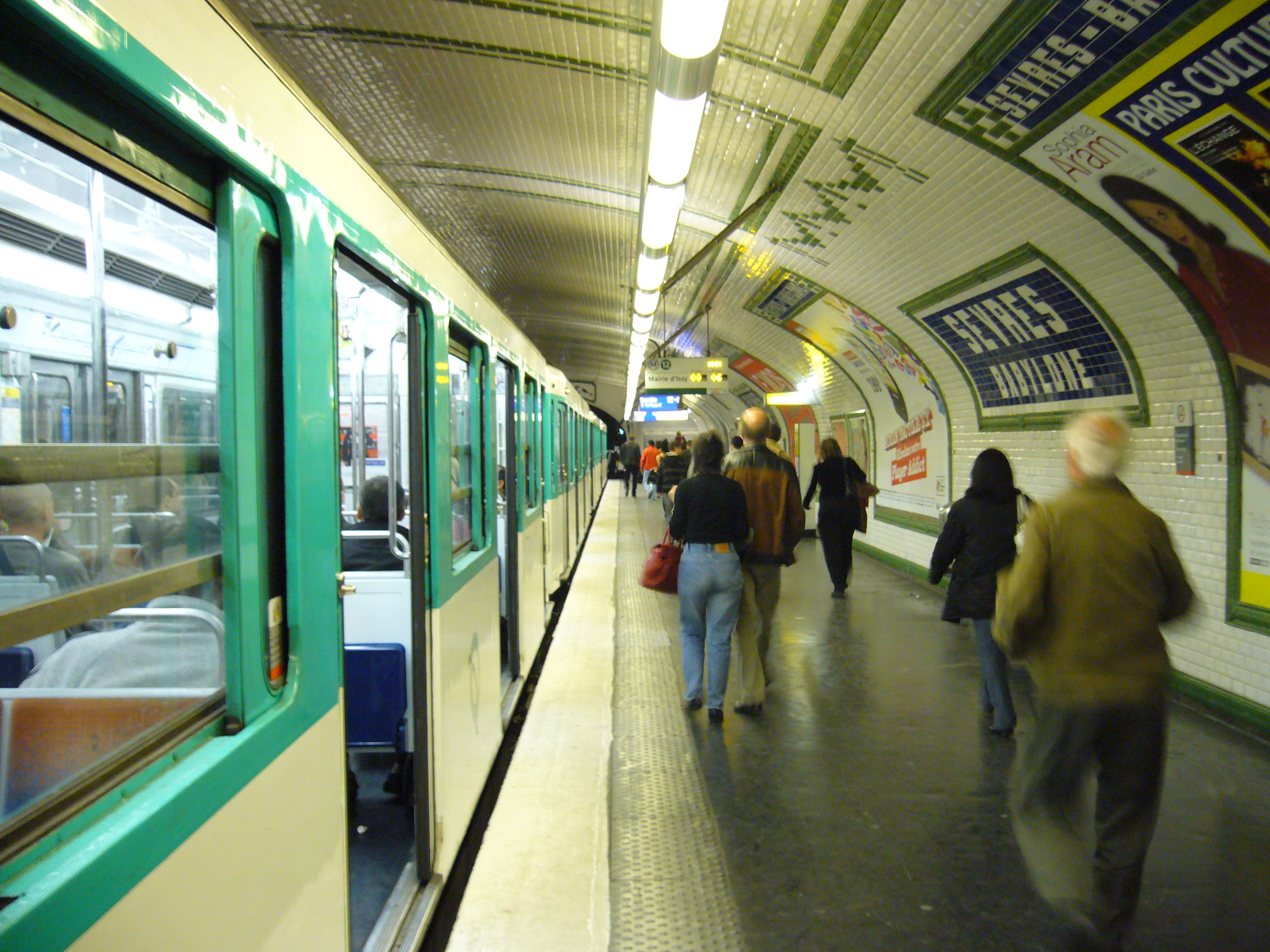
Trem MF 67 na plataforma.
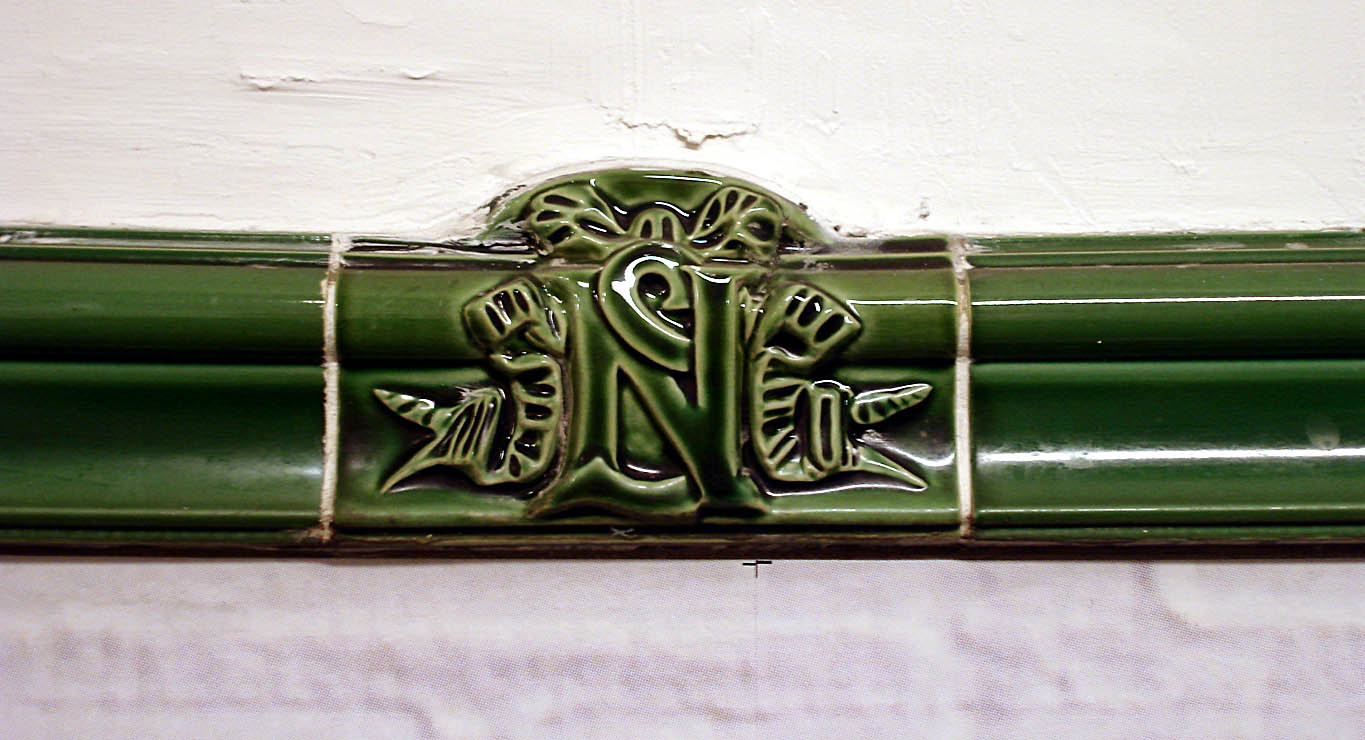
Detalhe de um quadro publicitário em faiança.